# Водяное (Никопольский район)
Водяное (укр. Водяне) — село,
Павлопольский сельский совет,
Никопольский район,
Днепропетровская область,
Украина.
Код КОАТУУ — 1222985002. Население по переписи 2001 года составляло 107 человек.

## Географическое положение
Село Водяное находится в 1-м км от правого берега реки Базавлук,
выше по течению на расстоянии в 4 км расположено село Ивановка,
на расстоянии в 1,5 км расположено село Новоивановка (Апостоловский район).
По селу протекает пересыхающий ручей с запрудой.